# Chotovice, Svitavy
Chotovice là một làng thuộc huyện Svitavy, vùng Pardubický, Cộng hòa Séc.